# Niche Syndrome
Niche Syndrome (ニッチシンドローム) é o quarto álbum de estúdio da banda japonesa One Ok Rock. Foi lançado em 9 de junho de 2010 através da A-Sketch. O título é seu primeiro álbum em quase dois anos e sem a presença do guitarrista Alexander Onizawa. Niche Syndrome produziu o single "Kanzen Kankaku Dreamer", lançado previamente em fevereiro de 2010, seguido por "Jibun Rock", comercializado em seu formato físico de forma exclusiva. Ademais, "Wherever You Are" adquiriu popularidade comercial, ao ser utilizada em anúncio publicitário de 2015.
O lançamento de Niche Syndrome levou o álbum a atingir a poisição de número quatro pela tabela musical japonesa Oricon Albums Chart e de número três pela Billboard Japan Top Albums Sales. Para a divulgação do álbum, a banda realizou a turnê One Ok Rock "This Is My Own Judgment" Tour.

## Antecedentes e lançamento
Durante o ano de 2008, o One Ok Rock lançou dois álbuns de estúdio, Beam of Light e Kanjo Effect, ambos posicionaram-se dentro do top 20 da Oricon Albums Chart. Posteriormente, em maio de 2009, o guitarrista Alexander Onizawa deixou a banda, após uma controvérsia no qual tocou a perna de uma estudante em um trem, dessa forma, o One Ok Rock tornou-se oficialmente um quarteto. Seu primeiro lançamento com a nova formação, ocorreu através do single "Kanzen Kankaku Dreamer" em 3 de fevereiro de 2010. Mais tarde, em 9 de abril de 2010, foram anunciados informações sobre o próximo álbum de estúdio da banda intitulado Niche Syndrome, sendo composto por treze faixas em sua edição regular e possuindo o adicional de um DVD em sua versão limitada, contendo vídeos musicais de "Kanzen Kankaku Dreamer", "Jibun Rock" e "Liar" e filmagens ao vivo de sua apresentação na sala de música Zepp de Tóquio em novembro de 2009.
Em 28 de abril de 2010, a banda disponibilizou em formato físico a canção "Jibun Rock" de forma exclusiva na rede Tsutaya, previamente ao lançamento de Niche Syndrome ocorrido em 9 de junho.

## Composição
Niche Syndrome contém as suas canções compostas por Takahiro Moriuchi e Toru Yamashita, onde o primeiro é creditado como o único letrista, com exceção da faixa "Yes I Am". Os arranjos do álbum são de autoria dos próprios membros do One Ok Rock contendo a adição dos músicos Akkin, Koichi Korenaga e Satoru Hiraide. A canção "Wherever You Are" foi composta por Moriuchi para o casamento de um de seus amigos, enquanto liricamente, "Nobody's Home" é uma composição que retrata um pedido de desculpas e a gratidão de Moriuchi por seus pais.

## Promoção
Para promover Niche Syndrome, o One Ok Rock disponibilizou  em sua conta oficial na rede social myspace, a versão completa do vídeo musical de "Jibun Rock" para pré-visualização exclusiva e uma versão curta do vídeo musical de "Liar". Em maio de 2010, foi anunciado o início de uma turnê da banda através das salas Zepp, intitulada One Ok Rock "This Is My Own Judgment" Tour, que durou de 27 de junho a 23 de julho de 2010. A seguir, no mês de agosto, a banda realizou apresentações em festivais japoneses que incluiu o Rock in Japan Festival, Summer Sonic Festival, seguido por Rising Sun Rock Festival, Monster Bash e Treasure05X. A segunda parte da turnê, ocorreu em dezesseis locais diferentes até a data de 11 de dezembro de 2010. O concerto realizado na arena Nippon Budokan, Tóquio, em 28 de novembro, foi gravado e lançado como o segundo DVD da banda, intitulado This is My Budokan?! em 16 de fevereiro de 2011.

## Singles
Em 3 de fevereiro de 2010, o One Ok Rock lançou o single "Kanzen Kankaku Dreamer", que levou a banda a realizar sua primeira entrada dentro do top dez da tabela semanal da Oricon Singles Chart, ao se estabelecer em número nove na semana correspondente a 1 a 7 de fevereiro de 2010. Pela Billboard Japan, a canção estreou em número quarenta e cinco pela Japan Hot 100 na semana referente a 10 de fevereiro de 2010, atingindo pico de quarenta na semana correspondente a 13 de abril de 2016, permanecendo dezoito semanas não consecutivas na tabela. Seu vídeo musical correspondente, dirigido por Hideaki Fukui, recebeu uma indicação na categoria de Melhor Vídeo de Rock pela Space Shower Music Video Awards de 2011.
"Jibun Rock" foi disponibilizado mais tarde, a partir de 28 de abril de 2010, tanto em formato físico - de forma exclusiva pela rede Tsutaya - quanto em formato digital. Seu vídeo musical correspondente, dirigido por Hideaki Fukui, recebeu uma indicação na categoria de Melhor Vídeo de Rock pela MTV Video Music Awards Japan de 2011.

### Outras canções
A faixa "Wherever You Are" foi utilizada na série de anúncios de telefonia da NTT Docomo, intitulada "Kazoku-hen" de 2015, elevando a sua popularidade comercial. Na semana de 30 de janeiro de 2016, a canção atingiu seu pico de número quatro pela Billboard Japan Hot 100, e mais tarde, tornou-se uma das canções que mais tempo permaneceram na referida tabela. Além disso, em lista de músicas mais usadas em casamentos no Japão, "Wherever You Are"  conquistou o primeiro lugar por dois anos consecutivos em 2017 e 2018.

## Lista de faixas
| Niche Syndrome – Edição padrão |                                                   |                    |                    |                                                                   |         |  |
| N.º                            | Título                                            | Letras             | Música             | Arranjo                                                           | Duração |  |
| 1.                             | "Introduction"                                    | -                  | Takahiro Moriuchi  | -                                                                 | 1:00    |  |
| 2.                             | "Never Let This Go"                               | Moriuchi           | Moriuchi           | Moriuchi Toru Yamashita Ryota Kohama Tomoya Kanki Koichi Korenaga | 4:17    |  |
| 3.                             | "Kanzen Kankaku Dreamer" (完全感覚 Dreamer)       | Moriuchi           | Moriuchi           | Moriuchi Yamashita Kohama Kanki Akkin                             | 4:12    |  |
| 4.                             | "Konzatsu Communication" (混雑コミュニケーション) | Moriuchi           | Moriuchi           | Moriuchi Yamashita Kohama Kanki Akkin                             | 3:19    |  |
| 5.                             | "Yes I Am"                                        | Yamashita Moriuchi | Yamashita Moriuchi | Moriuchi Yamashita Kohama Kanki Akkin                             | 3:36    |  |
| 6.                             | "Shake It Down"                                   | Moriuchi           | Yamashita Moriuchi | Moriuchi Yamashita Kohama Kanki Akkin                             | 3:13    |  |
| 7.                             | "Jibun Rock" (じぶんRock)                         | Moriuchi           | Moriuchi           | Moriuchi Yamashita Kohama Kanki Akkin                             | 3:47    |  |
| 8.                             | "Liar"                                            | Moriuchi           | Yamashita Moriuchi | Moriuchi Yamashita Kohama Kanki Korenaga                          | 3:37    |  |
| 9.                             | "Wherever You Are"                                | Moriuchi           | Moriuchi           | Moriuchi Yamashita Kohama Kanki Korenaga                          | 4:55    |  |
| 10.                            | "Riot!!!"                                         | Moriuchi           | Moriuchi           | Moriuchi Yamashita Kohama Kanki Korenaga                          | 4:16    |  |
| 11.                            | "Adult Suit" (アダルトスーツ)                     | Moriuchi           | Yamashita Moriuchi | Moriuchi Yamashita Kohama Kanki Akkin                             | 4:11    |  |
| 12.                            | "Mikansei Kokyokyoku" (未完成交響曲)              | Moriuchi           | Yamashita Moriuchi | Moriuchi Yamashita Kohama Kanki Akkin                             | 3:28    |  |
| 13.                            | "Nobody's Home"                                   | Moriuchi           | Moriuchi           | Moriuchi Yamashita Kohama Kanki Satoru Hiraide                    | 4:17    |  |
| Duração total:                 | Duração total:                                    | Duração total:     | Duração total:     | Duração total:                                                    | 48:08   |  |

| Niche Syndrome – Edição limitada de primeira impressão (faixa bônus) |                                    |         |  |
| N.º                                                                  | Título                             | Duração |  |
| 13.                                                                  | "Nobody's Home" (com "Attendance") | 9:14    |  |
| Duração total:                                                       | Duração total:                     | 53:07   |  |

| Niche Syndrome – DVD bônus da edição limitada CD+DVD |                                                                     |                  |         |  |
| N.º                                                  | Título                                                              | Diretor          | Duração |  |
| 1.                                                   | "Kanzen Kankaku Dreamer (完全感覚 Dreamer)" (Vídeo musical)         | Hideaki Fukui    | 4:20    |  |
| 2.                                                   | "Jibun Rock" (Vídeo musical)                                        | Hideaki Fukui    | 3:54    |  |
| 3.                                                   | "Liar" (Vídeo musical)                                              | Kensaku Kakimoto | 3:49    |  |
| 4.                                                   | "Jibun Rock" (Ver. 2: Cenas do vídeo musical de fora das filmagens) |                  | 3:52    |  |
| 5.                                                   | "Kanzen Kankaku Dreamer" (2009.11.26 Ao vivo em Zepp Tokyo)         |                  | 4:40    |  |

Notas
- "Introduction" é uma canção instrumental.
- "Nobody's Home" possui uma faixa oculta na edição limitada de primeira impressão do álbum, intitulada "Attendence", é executada logo após a mesma.

## Desempenho nas tabelas musicais
O lançamento de Niche Syndrome estreou em número quatro pela tabela diária da Oricon Albums Chart, obtendo vendas de 10.000 cópias, mais tarde, o álbum manteve-se na mesma posição em sua tabela semanal, na semana correspondente a 7 a 13 de junho de 2010, tornando-o primeiro álbum do One Ok Rock a atingir o top cinco da referida tabela. Além disso, Niche Syndrome estreou em seu pico de número três pela Billboard Japan Top Albums Sales, referente a semana de 16 de junho de 2010, também realizando para a banda, sua primeira entrada no top três desta tabela. Adicionalmente, Niche Syndrome não realizou entradas nas tabelas anuais em seu ano de lançamento, entretanto, seis anos depois, o álbum atingiu picos nas tabelas da Oricon e da Billboard Japan, respectivamente.
| País – Tabela musical (2010)             | Melhor posição |
| ---------------------------------------- | -------------- |
| Japão (Oricon Albums Chart)              | 4              |
| Japão (Billboard Japan Top Albums Sales) | 3              |

| País – Tabela musical (2016)             | Posição |
| ---------------------------------------- | ------- |
| Japão (Oricon Albums Chart)              | 59      |
| Japão (Billboard Japan Top Albums Sales) | 51      |
| Japão (Billboard Japan Hot Albums)       | 28      |

### Certificações
| Região                                                                                             | Certificação | Vendas   |
| -------------------------------------------------------------------------------------------------- | ------------ | -------- |
| Japão (RIAJ)                                                                                       | Platina      | 250,000^ |
| *números de vendas baseados somente na certificação ^distribuições baseadas apenas na certificação |              |          |

## Créditos e pessoal
A seguir estão listados os profissionais envolvidos na elaboração de Niche Syndrome de acordo com o encarte do álbum.
One Ok Rock
- Takahiro "Taka" Moriuchi — vocal principal
- Toru Yamashita — guitarra, vocal de apoio
- Ryota Kohama — baixo
- Tomoya Kanki — bateria

Produção
| - Hideki Kodera — gravação - Satoru Hiraide — gravação, mixagem - Satoshi Hosoi — gravação, mixagem - Kensuke Miura — gravação - Ian Cooper — masterização - Miki Nagashima — assistência em engenharia - Naoki Iwata — assistência em engenharia - Hideaki Ikawa — assistência em engenharia | - Norikatsu Teruuchi — assistência em engenharia - Masanori Hata — assistência em engenharia - Ryota Hattanda — assistência em engenharia - Takeshi Baba — assistência em engenharia - Kazutaka Minemori — instrumentação técnica - Yoshiro "Masuo" Arimatsu — instrumentação técnica - Yukifumi Kaneko — instrumentação técnica - Kyohei Meguro — instrumentação técnica |

Visuais e imagem
- Kazuaki Seki — direção de arte
- Daichi Shiono — design